# Anne Woyernowski
Anne Woyernowski (Estados Unidos) é uma ex-ginasta estadunidense, que competiu em provas de ginástica artística.
Woyernowski fez parte da equipe estadunidense que disputou os Jogos Pan-americanos de La Habana, em Cuba. Neles, foi membro da seleção tricampeã por equipes. Individualmente, conquistou ainda mais uma medalha, no salto sobre o cavalo, superada pela brasileira Luisa Parente.